# Aeropuerto de Moorabbin
El Aeropuerto de Moorabbin (Aeropuerto Harry Hawker) (IATA: MBW, ICAO: YMMB) es un aeropuerto para aviones ligeros localizado a las afueras de Melbourne, junto a los barrios de Heatherton, Cheltenham, Dingley Village y Mentone, Australia. Fue el segundo aeropuerto de Australia con más movimientos durante 2011.